# Brindalus porcicollis
Brindalus porcicollis är en skalbaggsart som beskrevs av Johann Karl Wilhelm Illiger 1803. Brindalus porcicollis ingår i släktet Brindalus och familjen Aphodiidae. Inga underarter finns listade.

## Bildgalleri

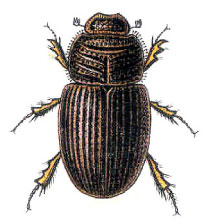